# Bergungsgruppe
Die Bergungsgruppe ist Bestandteil jedes Technischen Zuges der Bundesanstalt Technisches Hilfswerk (THW). Sie kann vielseitig Hilfe leisten und die Fachgruppen personell und maschinell unterstützen. Dabei ist sie jedoch nicht auf einzelne Tätigkeiten spezialisiert. Die Bergungsgruppe nutzt ein GKW 1. Für die frühere Bergungsgruppe in Bergungszügen, siehe Bergungsdienst.
Die Bergungsgruppe (B) ist die universellste Gruppe im TZ (Technischer Zug). Das Personal und die Ausstattung sind auf die Bewältigung eines möglichst breiten Aufgabenspektrums ausgerichtet. In der Regel wird diese Gruppe auch zuerst zum Einsatz kommen (auch als THW-Schnelleinsatzgruppe). Sie wird ergänzt und unterstützt durch Fachgruppen bzw. sie unterstützt diese. Bis zur Einführung des neuen THW-Rahmenkonzeptes bestand auch eine 2. Bergungsgruppe, die in die Fachgruppe N überführt wurde.

## Aufgaben

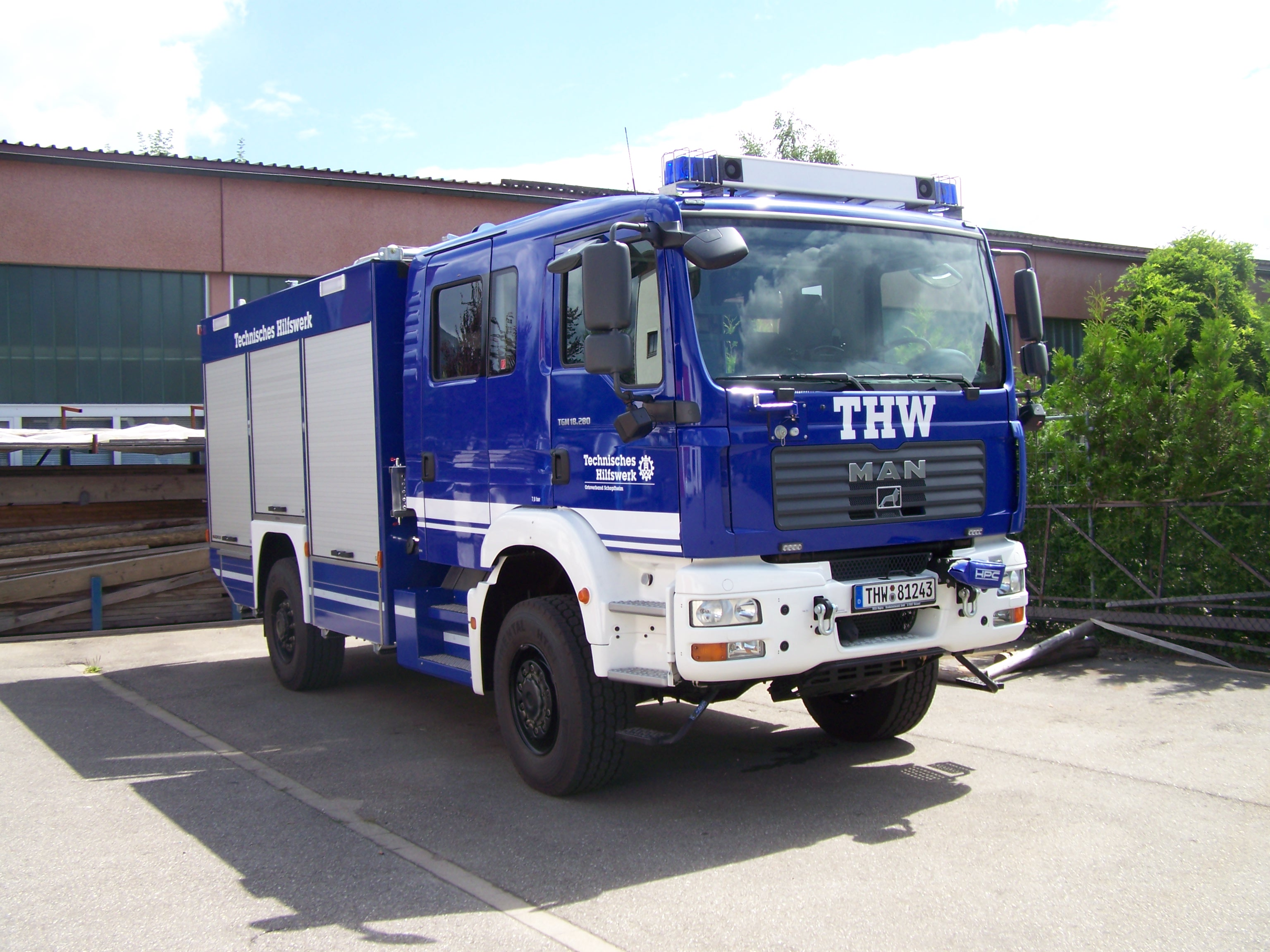
GKW 1 der Bauserie von 2008

Die Bergungsgruppe rettet Menschen und Tiere und birgt Sachwerte aus Gefahrenlagen. Sie führt Sicherungsarbeiten in Schadenstellen durch, leistet leichte Räumarbeiten und richtet Wege und Übergänge her. Ferner unterstützt sie technisch
und personell die Fachgruppen des THW.
Aufgaben der Bergungsgruppe im Einzelnen:
- erkundet Schadenlagen
- dringt durch Überwinden oder Wegräumen von Hindernissen zu Schadenstellen vor
- ortet Verschüttete und Eingeschlossene
- rettet Verschüttete und Eingeschlossene und leistet dabei „Erste Hilfe“
- transportiert Verletzte aus Gefahrenbereichen
- führt technische Sicherungsarbeiten durch und legt ggf. einsturzgefährdete Bauwerksteile nieder
- rettet Tiere und birgt Sachwerte und transportiert diese aus Gefahrenbereichen
- birgt Leichen und Kadaver
- bekämpft im Rahmen von Rettungs-/Bergungsmaßnahmen besondere Gefahren (z. B. Wasser, Entstehungsbrände etc.)
- leuchtet Schadenstellen aus
- baut behelfsmäßige Stege und kleine Brücken
- rettet Menschen und Tiere und birgt Sachwerte aus Wassergefahren
- leistet Arbeiten bei Uferbefestigungen, Damm- und Deichsicherung
- beräumt Schadenstellen zur Beseitigung anhaltender Störungen
- sichert Objekte mit Abstützsystemen

Jeweils mindestens zweimal pro Landesverband wird die Ausstattung der Bergungsgruppe durch eine universelle Abstütz- und Sicherungs-Komponente aus Holzbauteilen – Abstütz-System Holz (ASH) ergänzt. Einmal pro Ortsverband (OV) wird den Bergungsgruppen ein Einsatz-Gerüst-System (EGS) für ein vielseitiges Verwendungsspektrum bei Rettungs-, Bergungs-, Sicherungsarbeiten beigestellt.

## Funktions- und Helferübersicht
Stärke: 0/2/7/9, mit ASH: 0/2/10/12
- 1 × Gruppenführer (GrFü)
- 1 × Truppführer (TrFü) mit Zusatzfunktion Atemschutzgeräteträger (AGT) / CBRN-Helfer (CBRN-He)
- 7 × Fachhelfer
- mit ASH: 10 × Fachhelfer

In der Bergungsgruppe werden durch die Fachhelfer folgende Zusatzfunktionen besetzt (Doppel-Zusatzfunktionen notwendig, zum Beispiel: Kraftfahrer CE und Sprechfunker):
- 5 × Atemschutzgeräteträger (AGT) / CBRN-Helfer (CBRN-He)
- 2 × Kraftfahrer CE / Sprechfunker (SprFu)
- 1 × Sanitätshelfer (SanHe)
- 1 × Schweißer/Brennschneider (SBr)
- 2 × Bediener Motorsägen (BedMotSä)
- mit ASH: 2 × Gabelstaplerfahrer (StaplerKf)

Vier der oben genannten Helfer sollen über eine der folgenden beruflichen Qualifikationen verfügen:
- Holzbauhandwerker (zum Beispiel Zimmermann, Bauschreiner, Dachdecker)
- Metallhandwerker (zum Beispiel Schlosser, Mechaniker)
- Bauhandwerker (zum Beispiel Maurer, Betonbauer, Tiefbauer)